# Sejo van Joseon
Koning Sejo was de zevende koning van de Koreaanse Joseondynastie. Sejo werd geboren als Yi Yu als de tweede zoon van Sejong de Grote, maar kreeg in 1428 de titel en naam Groot Prins Suyang.
Sejo's oudere broer Munjong nam in 1450 de troon over van zijn vader maar stierf al na twee jaar. De op dat moment slechts twaalf jaar oude zoon van Munjong, Danjong besteeg de troon. Hij werd echter afgezet door zijn oom Sejo en later ook in opdracht van Sejo vermoord.
Hoewel Sejo de troon met veel bloedvergieten had overgenomen, bleek hij een goede vorst te zijn. Hij verstevigde de monarchie en voerde diverse hervormingen door. Net als zijn grootvader Taejong bewees Sejo een hard-liner te zijn. In 1460 en 1467 voerde hij een oorlog tegen de Jurchen in het noorden.
In 1468 stierf Sejo en werd opgevolgd door zijn veel zwakkere zoon, Yejong.

## Volledige postume naam
- Koning Sejo Hyejang Sungcheon Chedo Yeolmun Yeongmu Jideok Yunggong Seongsin Myeongye Heumsuk Inhyo de Grote van Korea
- 세조혜장승천체도열문영무지덕융공성신명예흠숙인효대왕
- 世祖惠莊承天體道烈文英武至德隆功聖神明睿欽肅仁孝大王

- Bibliothèque nationale de France: cb15534505d (data)
- Gemeinsame Normdatei: 10933213X
- International Standard Name Identifier: 0000 0000 7985 9299
- Library of Congress Control Number: n82155030
- Bibliotheek van het Japanse parlement: 01195324
- Nationale Bibliotheek van Israël: 987007267704305171
- Virtual International Authority File: 19990874
- WorldCat: E39PBJtGWwXMpwxjDX3tHFWYyd